# خلبان جنگ
خلبان جنگ (به فرانسوی: Pilote de guerre) شرح حالی از نویسنده فرانسوی آنتوان دو سنت‌اگزوپری است. او این شرح حال را در سال ۱۹۴۲ نوشت و در آن به نقش خود در نیروی هوایی فرانسه به‌عنوان خلبان هواپیمای شناسایی در نبرد فرانسه در ۱۹۴۰ می‌پردازد.
سنت‌اگزوپری در این کتاب تجربه ماه‌ها پرواز خود را در شرح یک مأموریت هراس‌آور بر فراز شهر آراس (در فرانسه) خلاصه می‌کند. او در گروه شناسایی II/33 با هواپیمای دوموتوره پوتز ۶۳۰ خدمت می‌کرد. فرانسه در ابتدای جنگ فقط ۵۰ خلبان شناسایی داشت که ۲۳ نفر از آن‌ها در گروه وی بودند. در مدت چند روز اول یورش آلمان به فرانسه در ماه مه ۱۹۴۰، ۱۷ نفر از یگان II/33 (به نوشته خودش: «مانند لیوان‌های آبی که بر آتش جنگل بریزند») جان خود را از دست دادند.
آنتوان دو سنت‌اگزوپری را بزرگ‌ترین خلبان-نویسنده همه دوران‌ها می‌دانند.
این اثر به‌شکل یک نمایش رادیویی در ۱۹۹۸ در بی‌بی‌سی رادیو ۴ پخش شد. دوید سرلفال نقش خلبان را بازی می‌کرد.